# Bäste träsk
Bäste träsk est le plus grand lac du Gotland en Suède. Lac, il est cependant relié à la mer Baltique.
Truite arc-en-ciel et Salmo trutta se trouvent dans le lac qui, gelé en hiver, sert de patinoire.